# Knefastia
Knefastia là một chi ốc biển, là động vật thân mềm chân bụng sống ở biển trong họ Turridae.

## Các loài
Các loài thuộc chi Knefastia bao gồm:
- Knefastia altenai Macsotay & Campos Villarroel, 2001[2]
- Knefastia dalli Bartsch, 1944[3]
- Knefastia funiculata (Kiener, 1840)[4]
- Knefastia hilli Petuch, 1990[5]
- Knefastia horrenda (Watson, 1886)[6]
- Knefastia howelli (Hertlein & Strong, 1951)[7]
- Knefastia olivacea (Sowerby I, 1834)[8]
- Knefastia princeps Berry, 1953[9]
- Knefastia tuberculifera (Broderip & Sowerby I, 1829)[10]
- Knefastia walkeri Berry, 1958[11]